# Melipotis lucigera
Melipotis lucigera är en fjärilsart som beskrevs av Walker 1857. Melipotis lucigera ingår i släktet Melipotis och familjen nattflyn. Inga underarter finns listade i Catalogue of Life.